# Systelloderes moschatus
Systelloderes moschatus är en insektsart som beskrevs av Blanchard 1852. Systelloderes moschatus ingår i släktet Systelloderes och familjen Enicocephalidae. Inga underarter finns listade i Catalogue of Life.